# Джейдон Санчо
Джейдон Санчо (англ. Jadon Sancho, нар. 25 березня 2000, Лондон) — англійський футболіст тринідадського походження, фланговий півзахисник клубу «Манчестер Юнайтед» та національної збірної Англії. На умовах оренди грає за «Челсі».

## Клубна кар'єра

### Юнацькі роки
Народився 25 березня 2000 року в лондонському районі Камбервелл в родині вихідців з Тринідаду і Тобаго. У віці 7 років Санчо почав відвідувати дитячо-юнацьку академію футбольного клубу «Вотфорд».
У березні 2015 року 14-річний Джейдон став гравцем футбольної академії «Манчестер Сіті». Клуб заплатив за його перехід £66 000, які могли вирости в майбутньому до £500 000 з урахуванням бонусів. У травні 2017 року голова «Манчестер Сіті» заявив, що Санчо, поряд з Філом Фоденом і Браїмом Діасом, «дуже талановиті» і «мають великі шанси пробитися в основний склад». Однак у липні 2017 року Санчо не був включений до складу «Манчестер Сіті» на передсезонне турне через те, що відмовився підписувати новий контракт з клубом. Потім у пресі з'явилася інформація, що Джейдон бойкотує тренування «Сіті» і намагається покинути клуб.

### «Боруссія» (Дортмунд)
31 серпня 2017 року Санчо став гравцем німецької «Боруссії» (Дортмунд), отримавши в команді футболку з номером 7, до цього належала Усману Дембеле. Сума трансферу склала, за різними даними, від 8 до 10 млн фунтів.
21 жовтня 2017 року Джейдон дебютував в основному складі «Боруссії», вийшовши на заміну в матчі Бундесліги проти франкфуртського «Айнтрахта» (2:2).
При цьому Санчо став першим англійцем, який зіграв за дортмундський клуб. Станом на 21 жовтня 2018 року відіграв за дортмундський клуб 22 матчі в національному чемпіонаті.
У серпні 2019-го Джейдон Санчо став наймолодшим футболістом в історії Бундесліги, який забив в цьому турнірі 15 голів.

### «Манчестер Юнайтед»
1 липня 2021 року Боруссія офіційно підтвердила перехід Джейдона Санчо до  «Манчестер Юнайтед». Сума трансферу склала 85 млн євро. Про це на пресконференції заявив виконавчий директор дортмундців Ханс-Йоахім Ватцке: «Ми домовилися з "Манчестер Юнайтед" по Санчо. Це було бажання Джейдона змінити обстановку, але ми хотіли, щоб він залишився. Ми незадоволені сумою трансферу і нам дуже шкода, що він нас покидає».

## Виступи за збірні
2015 року дебютував у складі юнацької збірної Англії до 17 років, з якою у травні 2017 року взяв участь у юнацькому чемпіонаті Європи серед гравців до 17 років. Англійці дійшли до фіналу, програвши іспанцям по пенальті, а Джейдон Санчо був визнаний найкращим гравцем турніру .
У вересні 2017 року Санчо був викликаний в збірну до 17 років на чемпіонат світу, проте «Боруссія» намагалася накласти заборону на його участь в турнірі. В результаті німецький клуб досяг угоди з Футбольною асоціацією: Санчо зможе взяти участь в перших трьох іграх групового етапу, а його можлива участь в іграх стадії плей-оф залишиться на розсуд «Боруссії». 8 жовтня 2017 року Санчо забив 2 м'ячі в першому матчі англійців на чемпіонаті світу у ворота збірної Чилі. Три дні по тому він забив з пенальті третій гол англійців у ворота мексиканців, який забезпечив його команді перемогу з рахунком 3:2 і завчасно дозволив вийти з групи. Втім 16 жовтня «Боруссія» відкликала Джейдона з турніру, на якому він провів лише матчі групового етапу і англійці вже без Санчо стали переможцями турніру, здобувши золоті нагороди.
З листопада 2017 року став грати за юнацьку збірну до 19 років, з якою подолав відбір на юнацький чемпіонат Європи (U-19) 2018 року, втім на самому турнірі не зіграв. Всього взяв участь у 37 іграх на юнацькому рівні, відзначившись 25 забитими голами.
Оминаючи виступи у «молодіжці», у жовтні 2018 року Санчо отримав свій перший виклик у національну збірну Англії, ставши першим гравцем англійської збірної, народженим у новому тисячолітті. 12 жовтня 2018 року дебютував за збірну в матчі проти Хорватії в рамках Ліги націй, замінивши Рахіма Стерлінга.

## Стиль гри
Головними козирями Санчо є ювелірна техніка та прекрасна швидкість. Він належить до того типу гравців, які гармонійно пов’язують ці два елементи. Відомий у минулому британський футболіст Джеймі Каррагер зазначив: «Санчо — це неймовірний талант. Ріо Фердинанд завжди говорив, що Джейдон схожий на Рахіма Стерлінга». Крім того, Джейдон досить швидко орієнтується на полі і тому на його рахунку так багато гольових передач.
Відомий британський таблоїд так описав Джейдона Санчо: «Хлопець із вулиці, який за своїм потенціалом може досягнути рівня Неймара і у близькому майбутньому може витіснити Деле Аллі із основного складу збірної».
На відміну від своїх однолітків Санчо є напівосновним гравцем одного із провідних клубів Європи, який кожного року виступає у Лізі чемпіонів та є основним конкурентом «Баварії» у боротьбі за чемпіонство. Тому прогрес Санчо буде проходити швидше, ніж у його однолітків. Деякі англійські експерти відзначають, что Санчо — це перший представник «золотої генерації» збірної Англії, якій пророкують стати кращою національною командою на планеті.
| Дата       | Місто       | Господарі  | Результат               | Гості      | Турнір                                         | Голи | Примітки |
| ---------- | ----------- | ---------- | ----------------------- | ---------- | ---------------------------------------------- | ---- | -------- |
| 12-10-2018 | Рієка       | Хорватія   | 0 – 0                   | Англія     | Ліга націй УЄФА 2018-2019 - 1-й етап           | -    | 78'      |
| 15-11-2018 | Лондон      | Англія     | 3 – 0                   | США        | товариський матч                               | -    |          |
| 18-11-2018 | Лондон      | Англія     | 2 – 1                   | Хорватія   | Ліга націй УЄФА 2018-2019 - 1-й етап           | -    | 73'      |
| 22-3-2019  | Лондон      | Англія     | 5 – 0                   | Чехія      | Відбір до ЧЄ 2020                              | -    |          |
| 6-6-2019   | Гімарайнш   | Нідерланди | 3 – 1 д.ч.              | Англія     | Ліга націй УЄФА 2018—2019 - півфінал           | -    | 61'      |
| 9-6-2019   | Гімарайнш   | Швейцарія  | 0 – 0 д.ч. (5 – 6 п.п.) | Англія     | Ліга націй УЄФА 2018—2019 - матч за 3-тє місце | -    | 106'     |
| 7-9-2019   | Лондон      | Англія     | 4 – 0                   | Болгарія   | Відбір до ЧЄ 2020                              | -    | 71'      |
| 10-9-2019  | Саутгемптон | Англія     | 5 – 3                   | Косово     | Відбір до ЧЄ 2020                              | 2    | 85'      |
| 11-10-2019 | Прага       | Чехія      | 2 – 1                   | Англія     | Відбір до ЧЄ 2020                              | -    | 73'      |
| 14-10-2019 | Софія       | Болгарія   | 0 – 6                   | Англія     | Відбір до ЧЄ 2020                              | -    | 73'      |
| 14-11-2019 | Лондон      | Англія     | 7 – 0                   | Чорногорія | Відбір до ЧЄ 2020                              | -    |          |
| Усього     |             | Матчів     | 11                      |            | Голів                                          | 2    |          |

## Титули і досягнення
- Володар Суперкубка Німеччини (1):

«Боруссія» (Дортмунд): 2019
- Володар Кубка Німеччини (1):

«Боруссія» (Дортмунд): 2020-21
- Володар Кубка Футбольної ліги (1):

«Манчестер Юнайтед»: 2023
- Переможець Ліги конференцій УЄФА (1):

«Челсі»: 2024-25
Збірні
- Чемпіон світу (U-17): 2017
- Віце-чемпіон Європи: 2020
- Найкращий гравець Чемпіонату Європи (U-17): 2017